# Alessandro Vitelli

Stemma Vitelli

(Paolo Giovio)
Alessandro Vitelli (Città di Castello, 1500 – Citerna, 1554) è stato un condottiero italiano, Conte di Montone, Citerna, signore di Amatrice. Fu al servizio dell'Impero, del Papa e del Granducato di Toscana.

## Biografia

### Origini ed esordi
Figlio naturale di Paolo Vitelli, Alessandro nacque nel 1500 a Città di Castello. Nel 1514 è ospite di Gentile Baglioni a Perugia, con il quale Vitelli era imparentato, essendo il perugino sposato con Giulia, sorella di Alessandro; con lui il giovane tifernate si rincontra nel 1520, dopo l'uccisione di Giampaolo Baglioni, l'11 giugno, in una riunione a cui partecipano anche il viceduca d'Urbino Roberto Boschetti, Vitello Vitelli e Renzo degli Anguillara. Nel 1522, a soli 22 anni, viene disposto alla difesa di Perugia, attaccata da Malatesta IV Baglioni e Orazio Baglioni, aiutati da Francesco Maria I Della Rovere e da Camillo Orsini, zio di Malatesta. Costretto a fuggire da Perugia con Gentile, il Vitelli viene 
nominato capo della guardia personale del cardinale Giulio de' Medici, futuro papa Clemente VII, entrando a far parte delle Bande Nere di Giovanni dalle Bande Nere. Nel 1527, Renzo degli Anguillara gli affida la difesa di Frosinone al fianco di Giovan Battista Savelli e Pietro da Birago, col fine di difenere uno dei principali centri della Campagna dal viceré spagnolo di Napoli Carlo di Lannoy; così, Vitelli e gli altri due combattono gli spagnoli ad Arnara, uccidendo circa 80 uomini nemici ed eliminando anche il capitano Peralta. Passato, con il cognato Pier Maria III de' Rossi nelle file imperiali, viene con questi assediato nell'abbazia di San Pietro in Valle dal marchese Michele Antonio di Saluzzo e da Federico Gonzaga; ferito ad un braccio, è costretto a recarsi a Ponte San Giovanni. Passato agli ordini di Pier Luigi Farnese nel 1529, dopo aver invano difeso Manfredonia da Camillo Orsini, scorta il duca stesso e il cardinale de' Medici a Piombino, dove si ricongiunge con gli eserciti imperiali comandati dal principe d'Orange, Filiberto di Chalon, che aveva il compito di restituire Firenze ai Medici.

### Le guerre con il principe d'Orange
Dopo aver preso Poppi con Sciarra Colonna, Alessandro è costretto nuovamente a curarsi, essendo ferito ad una gamba; quando finalmente può riprendere le attività militari, ha il compito di fermare Napoleone Orsini che stava ottenendo molte vittorie: così, Vitelli lo caccia prima da Monterchi, per poi andare ad Anghiari per affrontarlo nuovamente. Nonostante Orsini gli avesse preparato un agguato, Vitelli riesce a vincere la battaglia, conquistando, oltre che Anghiari, anche Borgo San Sepolcro. Nel 1530, con Taddeo Guiducci, commissario ecclesiastico fiorentino, prende Montepulciano, e tutti i castelli della Valdarno e della Val di Chiana, che si arrendono senza combattere di fronte al numero enorme di soldati a disposizione dei due condottieri (13 compagnie). Insieme occupano anche Borgo Sant'Anastasio, dopo un assedio di molti giorni. Come capitano dell'esercito imperiale, Alessandro assiste, il 24 febbraio 1530, all'incoronazione di Carlo V a imperatore nella basilica di San Petronio a Bologna, e quindi si riporta in Toscana, dove la sua attenzione è attirata dalla presa di Volterra: così, dopo aver percorso il fiume Cecina per portarsi a San Dalmazio (frazione di Pomarance) e conquistarla, risale il fiume e si reca nella città pisana: qui, stringe un accordo con i volterrani, non da tutti ritenuto giusto. Con il favore dei dissidenti, riesce a conquistare Volterra, e lascia la città nelle mani di Giovanni Battista Borghese e di suo fratello Carlo, che però saranno costretti successivamente a lasciare la città nelle mani di Francesco Ferrucci; lasciata Volterra, Vitelli si dirige verso Empoli, su cui inizia un primo attacco, che verrà però respinto dai difensori; nel giugno 1530 Alfonso III d'Avalos invia nuovamente Vitelli ad Empoli, con le difese della città che questa volta cadono in un niente, forse per il tradimento dei commissari empolesi, Andrea Giugni e Pietro Orlandini. Invocato dai Panciatichi di Pistoia, che ne richiedono l'aiuto per lottare contro i Cancellieri, partecipa con i pistoiesi stessi alla battaglia di Gavinana, vinta anche grazie all'affermazione di Alessandro su Giampaolo Anguillara (che verrà anche fatto prigioniero), durante la quale muoiono il principe d'Orange e Francesco Ferrucci, assassinato da Fabrizio Maramaldo. Il 12 agosto 1530, l'impresa da portare a termine è compiuta: Firenze si arrende alle truppe imperiali.

### La carriera fiorentina

#### Ascesa con Alessandro e Cosimo I de' Medici

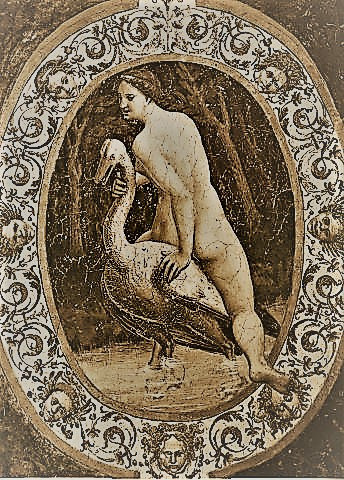
Angela de' Rossi, nelle vesti di Leda col cigno (Cola dell'Amatrice)

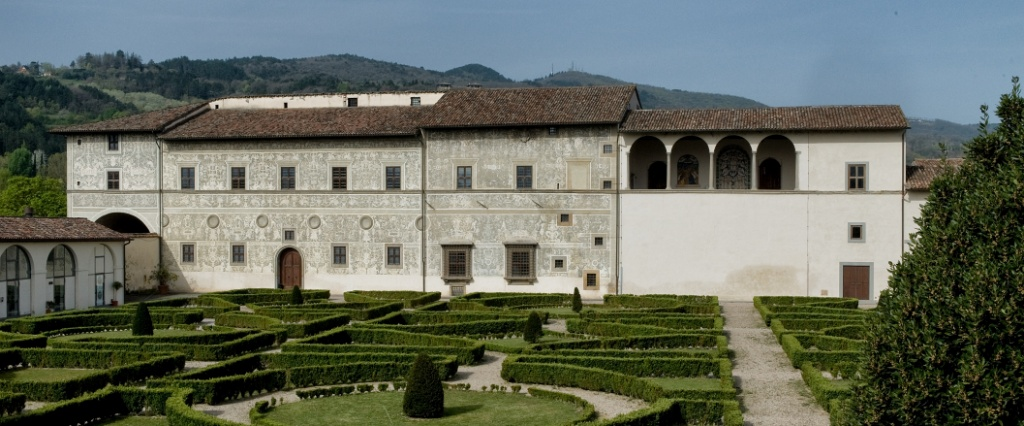
Il palazzo Vitelli alla Cannoniera

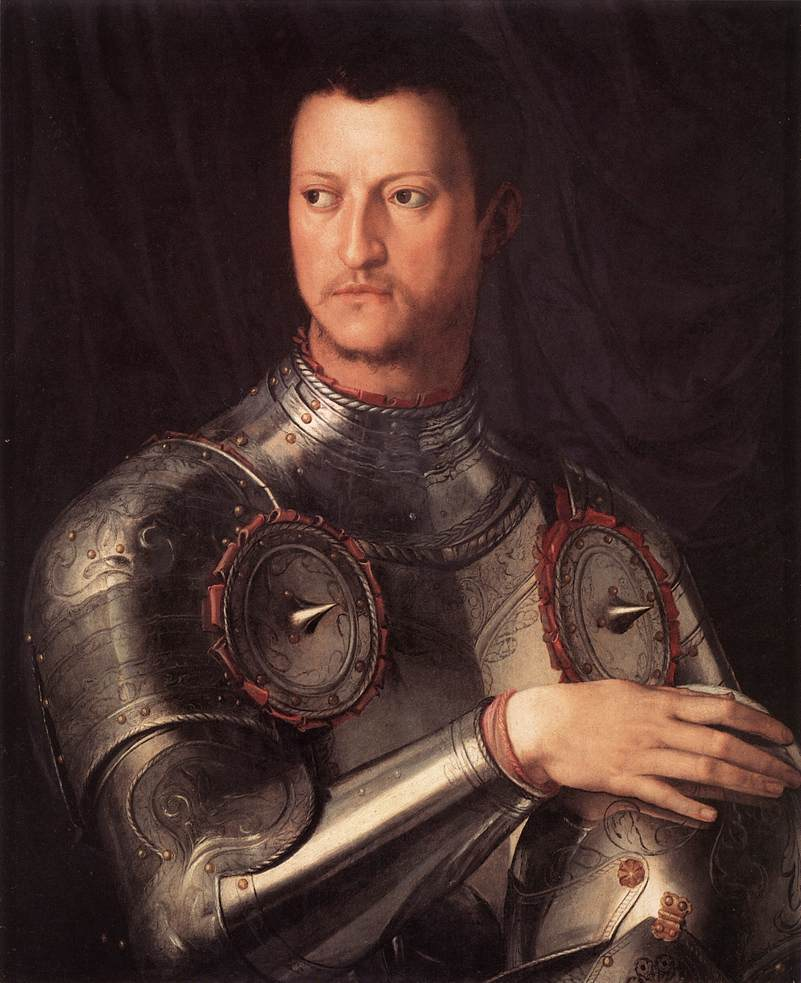
Angelo Bronzino, Ritratto di Cosimo I de' Medici

Rimasto fino al 1531 a Pistoia con i Panciatichi, nel 1532 Alessandro diventa il braccio destro di Alessandro de' Medici, pretendente alla signoria di Firenze, che diventerà duca della città dei gigli nello stesso anno; con Alessandro, Vitelli avrebbe progettato l'assassinio del cugino del duca, il cardinale Ippolito de' Medici, che sarebbe morto per mezzo del veleno a lui somministrato da un soldato tifernate con molte amicizie e parentele a Città di Castello, patria di Alessandro. Ucciso nel 1537 Alessandro de' Medici per mano di suo cugino Lorenzino, Vitelli s'impegna subito a favore di Cosimo I de' Medici, cugino della moglie, per il quale entra in Firenze con circa 500 uomini, e costringe il connestabile precedente (Paoloantonio da Parma) a lasciare la città con grande astuzia: egli infatti entrò all'interno della fortezza di Firenze con soli due uomini, e chiedendo un colloquio con Paoloantonio, fece chiudere fuori dalle mura il parmense; quindi, dopo aver fatto giurare fedeltà ai soldati a Cosimo, uscì con la fortezza nelle sue mani. Ma questa azione fu svolta da Vitelli senza alcun permesso di Cosimo I, e per tanto il condottiero dovette recarsi prima da Margherita d'Austria, vedova del duca Alessandro, che si trovava con il cardinale Innocenzo Cybo, e poi da Cosimo stesso, al quale spiegò che quell'atto era stato fatto per la sicurezza personale del duca e della signoria; non credendo alle parole di Alessandro, Roberto Acciaiuoli, senatore fiorentino, suggerì a Medici di uccidere il tifernate, proposta che fu scartata grazie all'intervento di Francesco Guicciardini. Bernardo Segni, storico fiorentino, descrisse così l'accaduto:
(Bernardo Segni ,"Storia fiorentine dall'anno 1527 al 1555", Firenze, 1553-1558, Volume I, Libro VIII, pp. 22-23)
Comunque, Alessandro non restituì la rocca a Cosimo, tenendola in suo possesso fino al 1538; in più, quando entrò in Firenze, Vitelli, uomo dalla grande ambizione e sete di denaro, depredò la casa del defunto duca Alessandro, spogliandola non solo del denaro, ma anche delle opere d'arte più belle. Così descrisse l'accaduto Jacopo Nardi, storico dell'epoca:
(Jacopo Nardi, "Istorie della città di Firenze", Firenze, 1858, edito per cura di Agenore Gelli, Volume II, Libro X, p. 75)

#### Le guerre con Filippo Strozzi
Già preoccupato dal crescente malcontento di Filippo Strozzi, discendente della famiglia de' Medici, che già aveva manifestato il suo disappunto con l'ascesa del duca Alessandro, l'ansia di Vitelli per le ipotetiche azioni di Filippo cresce ancor di più quando Niccolò Bracciolini, suo cugino e alleato a Pistoia, lo informa dell'intenzione dei Cancellieri di seguire il fuoriuscito fiorentino nelle sue azioni. Vitelli si vede così costretto ad intervenire: nel 1537, con Pirro Colonna e Rodolfo Baglioni, esce da Firenze con 7000 fanti, ed attacca Strozzi a Montemurlo, il 31 agosto dello stesso anno; durante la battaglia, Filippo verrà catturato insieme al suo più fidato uomo, Baccio Valori, che sarà immediatamente giustiziato, al contrario di Strozzi, risparmiato da Vitelli. Invitato dall'ambasciatore dell'imperatore Carlo V, Íñigo López de Hurtado de Mendoza, viceré di Napoli, a lasciare la fortezza di Firenze a Giovanni di Luna, capitano spagnolo, Alessandro accetta, ricevendo per questo il feudo dell'Amatrice nel regno di Napoli. Licenziato dall'incarico con i toscani, Alessandro passa, nel 1538, al servizio di papa Paolo III.

### La militanza nella Chiesa

#### La guerra del sale

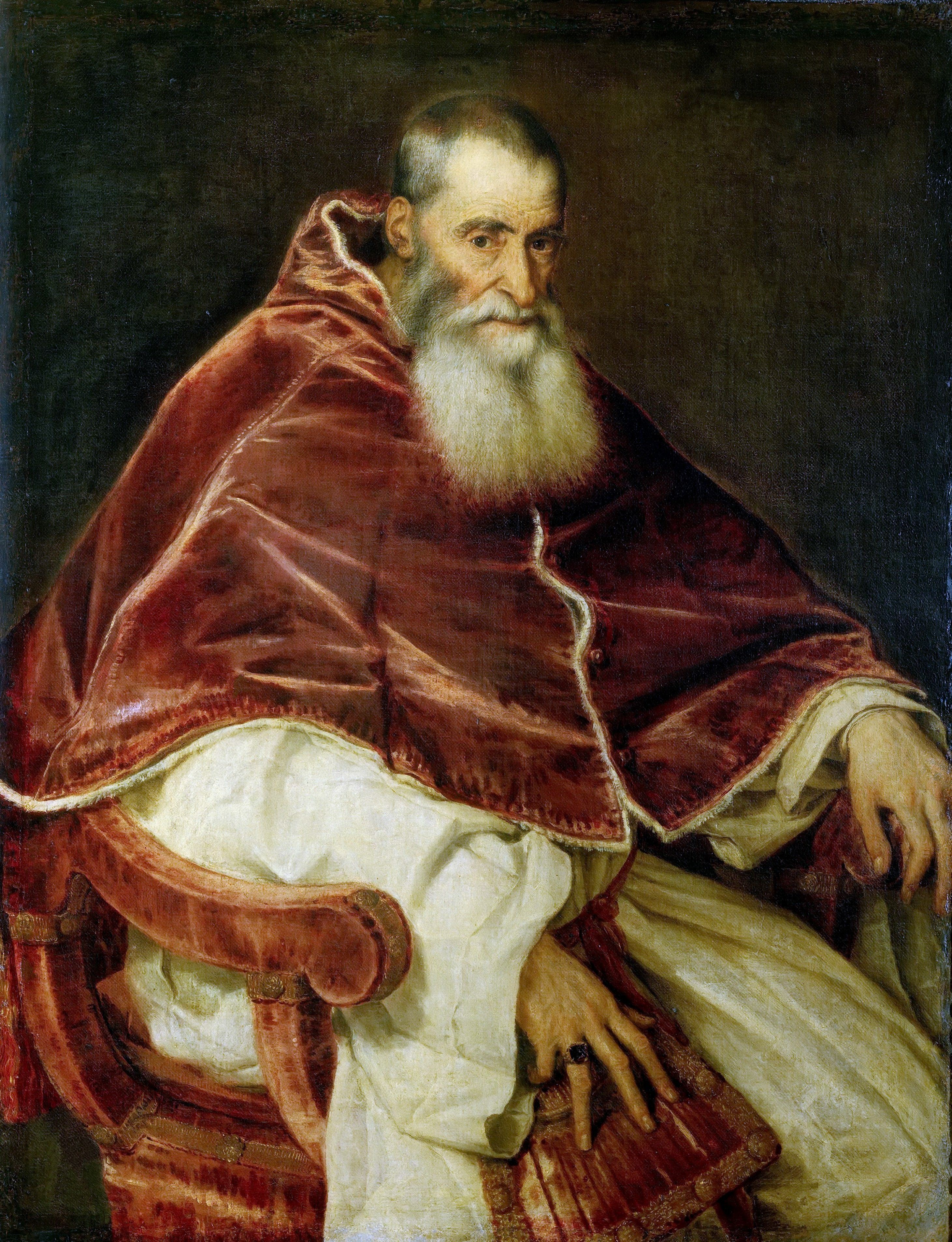
Ritratto di Paolo III, Tiziano (1543) Museo Nazionale di Capodimonte (Napoli).

Dopo aver aumentato il prezzo del sale nel 1531, per far fronte ad una carestia, nel 1539 Paolo III tassò ulteriormente il medesimo, cosicché nel 1540 la città di Perugia si ribellasse al pontefice, scatenando quella che sarebbe stata chiamata la guerra del sale, che è combattuta dagli eserciti comandati da Pier Luigi Farnese per i papali e da Rodolfo Baglioni per i perugini; Alessandro Vitelli prende parte a questa guerra, assediando in Torgiano Ascanio della Corgna, che è costretto ad arrendersi visto il numero degli avversari. Alla fine della guerra, i perugini subiscono una brutta sconfitta, che costringe i Baglioni a rinunciare alla signoria sulla città. Ma, contemporaneamente alla ribellione perugina, il Papa deve occuparsi anche delle pretese dei Colonna, che si facevano, sotto la guida di Ascanio e Fabio, sempre più minacciosi; infatti, colpiti anche loro dalla tassa sul sale che non risparmia l'antica famiglia nonostante i loro diritti, i Colonna, già contrariati per altri eventi di minore importanza, iniziano la loro ribellione nei confronti del papa Farnese. Vitelli, prende quindi parte all'assedio di Rocca di Papa e Paliano con Pier Luigi Farnese, e, riuscendo a conquistare le città, i due ottengono anche un'importante vittoria su Ascanio.

#### Le guerre ungheresi
Nel 1542 Vitelli venne inviato in Ungheria, dove l'arciduca d'Austria Ferdinando II stava combattendo gli "infedeli" Turchi; così, Alessandro è nelle file del principe elettore Gioacchino II di Brandeburgo, al comando delle truppe papali. Iniziate le ostilità, a Vitelli è affidato il compito di prendere l'isola di Szentendre, sul Danubio, per spostarsi poi a Buda; qui, durante un sopralluogo con alcune milizie per individuare i posti migliori dove posizionare le artiglierie, Alessandro viene colto alla sprovvista da molti giannizzeri che uscivano da Buda, ma grazie al suo valore riesce a respingere i turchi in città. Durante questo scontro, il capitano ha anche l'occasione di osservare per la prima volta lo stile di combattimento dei soldati avversari, cosa che gli è utile per elaborare il suo piano di vendetta sui turchi per la sconfitta subita, che si mette in atto il giorno dopo, con una totale sconfitta degli ottomani; sull'episodio, Alberto Lazari, storico veneziano appartenente all'Ordine Carmelitano, così descrisse la battaglia:
(Alberto Lazari, "Motivi e cause di tutte le guerre principali, mutatione de'regni republiche dominii e signorie dal 1494 fino al tempo presente", Venezia, 1690, Parte II, pp. 234-235)
Ottenuta questa importante vittoria, per la quale viene lodato anche dai suoi avversari, Vitelli si appresta ad assediare Buda, iniziando col bombardare le mura della città; queste ben presto crollano in alcuni punti, e così facendo le truppe di Alessandro possono entrare all'interno della futura Budapest, iniziando a combattere i turchi. Ma presto la situazione precipita: infatti, le truppe papali di Vitelli sono sole contro una moltitudine di ottomani, aiutate soltanto dai milanesi del Medeghino e da una parte della cavalleria spagnola, non sostenute anche dal resto delle armate ungheresi e tedesche. Persa dunque questa battaglia, e con l'avvicinarsi dell'inverno, i capitani cristiani decidono di ritirarsi, e Vitelli ha ancora una volta l'occasione di dimostrare il suo valore, quando, durante il rientro a Vienna, l'esercito viene attaccato dai turchi, e è proprio il tifernate a proteggerlo dalla furia ottomana. Entro la fine dell'anno, Alessandro ritorna in Italia, coperto di grandi onori e di grande fama.

#### Le guerre in Germania
Nel 1546, Alessandro Vitelli, ormai capitano affermato grazie alle sue imprese, è inviato con l'esercito papale in Germania per combattere le truppe della Lega di Smalcalda, formata dai principi protestanti contro l'imperatore Carlo V d'Asburgo. Inizia così le sue azioni belliche: in agosto, partecipa agli scontri di Nördlingen, per poi spostarsi con Giovambattista Savelli alla conquista della pianura di Gerolfingen. Sempre con il Savelli, Alessandro combatte il langravio Filippo I d'Assia, presso il suo accampamento di Ingolstadt, prima di recarsi a Ulma, dove è al fianco di Giambattista Castaldo, Pirro Colonna, Giulio Orsini e Paolo II Vitelli. Ben presto però le azioni militari tedesche devono essere messe in secondo piano: infatti, Vitelli è costretto a rientrare in Italia con Ottavio Farnese nel 1547 per l'uccisione del figlio del Papa, Pier Luigi Farnese, padre di Ottavio.

#### Azioni in Italia e morte
Nel 1551, Vitelli fronteggia Ottavio Farnese nella guerra di Parma, comandando le azioni belliche durante l'assedio della Mirandola, durante il quale fa incendiare anche tutto il grano della città. Con Vincenzo de' Nobili, Vitelli tende un agguato alle truppe nemiche, riuscendo a catturare alcuni capitani come Collatino Collalto, e per poco non cattura anche lo stesso Farnese. Ma ben presto, Vitelli deve affrontare le prime difficoltà: infatti, la presa di Mirandola si rivela molto difficile, per la difesa che Turchetto sta alimentando con grande coraggio; Con la pace decretata nel 1552, Vitelli passa ai combattimenti della guerra di Siena. Con la morte del viceré di Napoli Pedro Álvarez de Toledo y Zúñiga, ad Alessandro è affidato il comando delle truppe imperiali, da condividere con il figlio di don Pedro García Álvarez de Toledo y Osorio. Alessandro esordisce irrompendo in val di Chiana, dove prende alcuni paesi come Sinalunga, prima di spostarsi a Monticchiello (frazione di Pienza), che ottiene senza combattere. Passa poi all'attacco di Montalcino, città difesa dal capitano Giordano Orsini di Monterotondo, ma nonostante i suoi sforzi, Vitelli non riuscirà a conquistare la città. Arrivato ormai a una certa età, nel 1554 Alessandro Vitelli muore a Citerna, per essere quindi sepolto a Città di Castello, la sua patria; aveva deciso di ritirarsi dalle vicende belliche qualche anno prima, stanco della vita militare. Giulio Roscio, storico di Orte, così descrive la morte del capitano tifernate:
(Giulio Roscio, "Ritratti et dogii di capitani illustri, che nesecoli moderni hanno gloriosamente guerreggiato", Roma, 1646, pag. da 303 a 305.)

## Discendenza
Nel 1530, Alessandro sposa Angela de' Rossi, esponente dei Rossi di Parma e figlia di Troilo I marchese di San Secondo. Angela era già stata moglie nel 1522 di suo cugino Vitello, morto nel 1528. La coppia avrà nove figli, di cui il più celebre è sicuramente Vitellozzo, vescovo di Città di Castello nel 1554, e cardinale nel 1557. Nella signoria di Amatrice succederà il secondogenito Giacomo o Iacopo.